# سارة بارزيك
سارة برزيك (بالفرنسية: Sarah Barzyk)‏ أو أحياناً سارة برزيك أوبري (بالفرنسية: Sarah Barzyk-Aubrey)‏ هي ممثلة وصانعة أفلام فرنسية. ولدت في 27 مارس 1989 في باريس، فرنسا.

## روابط خارجية
- سارة بارزيك على موقع IMDb (الإنجليزية)
- سارة بارزيك على موقع ألو سيني (الفرنسية)
- سارة بارزيك على موقع كينوبويسك (الروسية)